# Diana Petrynenko
Diana Hnatiwna Petrynenko (ukrainisch Діана Гнатівна Петриненко; * 8. Februar 1930 in Biloussiwka bei Drabiw als Diana Hnatiwna Palywoda; † 17. November 2018 in Kiew) war eine ukrainische Sängerin. Als Solistin der Kiewer Philharmonie erlangte sie für ihren lyrischen Koloratursopran internationale Berühmtheit und erhielt diverse Auszeichnungen und Würdigungen. Ab dem Jahr 1991 wirkte sie als Professorin für Sologesang an der Nationalen Musikakademie der Ukraine.

## Karriere
Petrynenko wurde am 8. Februar 1930 unter dem Namen Diana Hnatiwna Palywoda im Dorf Biloussiwka geboren, heute im Oblast Tscherkassy gelegen. Ihr Bruder war der Sänger und Lehrer Iwan Palywoda, der sie nach der 8. Klasse an der Musikschule in Kiew vorstellte. Sie lernte zunächst an der Musikschule und absolvierte schließlich ihr Studium an der Nationalen Musikakademie der Ukraine. Ab 1955 war Petrynenko Solistin der Stimmlage Sopran im professionellen Chor der Staatlichen Akademischen Chorkapelle Dumka der Ukrainischen Sozialistischen Sowjetrepublik (heute: Nationale Akademische Kapelle der Ukraine „Dumka“). Dort wirkte sie für drei Jahre.
In den Jahren 1958 bis 1961 absolvierte Diana Petrynenko am Konservatorium ihre Aspirantur. Bereits in dieser Zeit unternahm sie erste Reisen ins Ausland. So nahm sie 1959 an den Weltfestspielen der Jugend und Studenten in Wien teil, wo sie einen Preis gewann. Ab dem Jahr 1961 unterrichtete sie am Konservatorium und wurde ein Jahr später Solistin der Kiewer Philharmonie.
Berühmt wurde Diana Petrynenko für ihren lyrischen Koloratursopran. Ihr Repertoire beinhaltete neben ukrainischen und russischen Volksliedern auch Romanzen und Arien aus diversen Opern, u. a. von Giuseppe Verdi, Franz Liszt und Nikolai Rimski-Korsakow. Auch sang sie die Sopranpartien von Beethovens 9. Sinfonie, Haydns Jahreszeiten und den Werken Mykola Lyssenkos und Sergei Rachmaninows.
Durch Auftritte im Ausland, u. a. Japan, Kanada, den Vereinigten Staaten, Frankreich und Italien, wurde sie einem internationalen Publikum bekannt. In ihrer Heimat nahm sie Schallplatten ukrainischer Volkslieder und ukrainischer Arien auf. Ab dem Jahr 1991 hatte sie an der Nationalen Musikakademie der Ukraine die Professur für Sologesang inne. Zu ihren Schülerinnen gehörte u. a. Ljudmyla Monastyrska.

## Privatleben
Diana Petrynenko war seit ihrem 21. Lebensjahr mit dem ukrainischen Journalisten Harinald Petrynenko verheiratet. Am 10. März 1953 wurde ihr gemeinsamer Sohn Taras Petrynenko geboren, der ebenfalls Sänger werden sollte.
Petrynenko starb am 17. November 2018 im Alter von 88 Jahren. Drei Tage später wurde sie auf dem Baikowe-Friedhof in Kiew beigesetzt.

## Auszeichnungen und Würdigungen (Auswahl)
- 1972: Taras-Schewtschenko-Preis
- 1975: Volkskünstlerin der UdSSR
- Orden des Roten Banners der Arbeit
- 1999: Volkskünstlerin der Ukraine
- 8. Februar 2005: Orden der Fürstin Olga 3. Klasse[9]

Am 22. Februar 2021 wurde in der Nationalen Musikakademie der Ukraine eine Gedenktafel zu Ehren Diana Petrynenkos enthüllt. In der Gratulationsrede bezeichnete Oleksandr Djatschenko, Leiter der Abteilung Operngesang, Petrynenko als Beispiel einer wahren Lehrerin, „deren Schüler stolz die glorreichen Traditionen des Kiewer Konservatoriums weit über die Grenzen der Ukraine hinaus tragen.“